# Duguetia microphylla
Duguetia microphylla este o specie de plante angiosperme din genul Duguetia, familia Annonaceae. A fost descrisă pentru prima dată de Robert Elias Fries, și a primit numele actual de la Robert Elias Fries. Conform Catalogue of Life specia Duguetia microphylla nu are subspecii cunoscute.